# Papežská rada pro laiky
Papežská rada pro laiky (lat.: Pontificium Consilium pro Laicis) je součástí papežské kurie. Rada se zabývá přínosem věřících laiků na životě a poslání církve. Vznikla v lednu 1967. Papež František ji k 1. září 2016 spojil s Papežskou radou pro rodinu a vytvořil tak Dikasterium pro laiky, rodinu a život .

## Předsedové
- - 1967–1976: Maurice Roy
  - 1976–1984: Opilio Rossi
  - 1984–1996: Eduardo Francisco Pironio
  - 1996–2003: James Francis Stafford
  - 2003-2016: Stanisław Ryłko